# Catherine Zeta-Jonesová
Catherine Zeta-Jonesová, nepřechýleně Catherine Zeta-Jones (* 25. září 1969 Swansea) je britská filmová herečka působící ve Spojených státech amerických.
Kariéru začala již v mládí. Poté, co účinkovala v anglických a amerických televizních filmech a vedlejších rolích, se na konci 90. let stala známou postavami v hollywoodských snímcích Fantom, Zorro: Tajemná tvář a Past.
Oscara za nejlepší herečku ve vedlejší roli obdržela za ztvárnění postavy Velmy Kellyové v adaptaci snímku Chicago z roku 2002, jakožto jediná oceněná velšská herečka v této kategorii.
Jejím manželem je americký herec a producent Michael Douglas, s nímž slaví narozeniny ve stejný den. Mají spolu dvě děti, Dylana (pojmenovaného podle Dylana Thomase) a Carysu Douglasovy.

## Filmografie – výběr
| Rok  | film                                 | role                                              |
| ---- | ------------------------------------ | ------------------------------------------------- |
| 1990 | Šeherezáda a gentleman               | Šeherezáda                                        |
| 1992 | Kryštof Kolumbus                     | Beatriz                                           |
| 1992 | Mladý Indiana Jones: Pouštní anabáze | Maya                                              |
| 1995 | Kateřina Veliká                      | Kateřina II.                                      |
| 1996 | Titanic                              | Isabella Paradine                                 |
| 1996 | Fantom                               | Sala                                              |
| 1998 | Zorro: Tajemná tvář                  | Elena Montero / Elena Murrieta (Elena de la Vega) |
| 1999 | Zámek hrůzy                          | Theo                                              |
| 1999 | Past                                 | Virginia Baker                                    |
| 2000 | Všechny moje lásky                   | Charlie Nicholson                                 |
| 2000 | Traffic – nadvláda gangů             | Helena Ayala                                      |
| 2001 | Zlatíčka pro každého                 | Gwen Harrison                                     |
| 2002 | Chicago                              | Velma Kelly                                       |
| 2003 | Sindibád: Legenda sedmi moří         | Marina (hlas)                                     |
| 2003 | Nesnesitelná krutost                 | Marylin Rexroth                                   |
| 2004 | Terminál                             | Amelia Warren                                     |
| 2004 | Dannyho parťáci 2                    | Isabel Lahiri                                     |
| 2005 | Legenda o Zorrovi                    | Elena de la Vega Murrieta                         |
| 2007 | Koření života                        | Kate Armstrong                                    |
| 2007 | Iluze lásky                          | Mary McGarvie                                     |
| 2009 | Sexy 40                              | Sandy                                             |
| 2012 | Rock of Ages                         | Patricia Whitmore                                 |
| 2012 | Lay the Favorite                     | Tulip Heimowitz                                   |
| 2012 | Chlap na roztrhání                   | Denise                                            |
| 2013 | Zlomené město                        | Cathleen Hostetler                                |
| 2013 | Vedlejší účinky                      | Dr. Victoria Siebert                              |
| 2013 | Red 2                                | Katja                                             |
| 2016 | Dad's Army                           | Rose Winters                                      |